# 周红波
周红波（1970年10月—），广西临桂人，中华人民共和国政治人物，高级农艺师。其本科毕业于南京农业大学植保系农业昆虫专业，后又分别于中国农业大学农业推广专业，以及中共广西区委党校党政管理专业攻读在職研究生學歷。是第十二届全国人民代表大会广西地区代表。曾任广西壮族自治区人民政府副主席，中共南宁市委副书记、市人民政府市长，中共海南省委常委、三亚市委书记等职。现任中共江苏省委常委、南京市委书记。

## 生平
1992年7月参加工作。1997年4月加入中国共产党。历任广西壮族自治区农业厅办公室主任、农业厅人事处处长等职，2006年后历任南宁副市长，南宁市委常委、秘书长等职，2009年任南宁市委副书记、宾阳县委书记，后于2011年8月任命为南宁市代理市长，10月任市长，成为首位“70后”省会城市市长。2013年，担任全国人大代表。2018年2月24日，当选为第十三届全国人大代表。2020年3月，任广西壮族自治区副主席。2021年1月，调任中共海南省委常委、三亚市委书记。2021年4月2日，辞去南宁市市长一职，由孙大光接替。
2024年12月1日，周红波调任中共江苏省委常委、南京市委书记。